# The Feelies
The Feelies sind eine US-amerikanische Independent Rock-Band der End-1970er und 1980er Jahre aus New Jersey. Sie wurde 1976 in Haledon gegründet; 1992 löste sie sich auf. Da die Feelies für eine Band ihres Genres sehr öffentlichkeitsscheu waren (so traten sie in der Regel nur an Feiertagen für Konzerte auf die Bühne), haben sie zu ihrer Zeit nie die Bekanntheit erlangt, die ihnen vielleicht zugestanden hätte. Heute jedoch gelten sie als eine sehr einflussreiche Band und haben immer noch Fans in aller Welt.

## Bandgeschichte

### Von New Jersey nach New York
Die Geschichte der Feelies begann in Haledon zunächst mit der Formation The Outkids mit Glen Sebesma (später: Glen Mercer), Bill Clayton (später: Bill Million) und Dave Weckerman. Wenig später spielten Mercer und Million mit den Brüdern Keith und Vinny de Nunzio Musik der Punkrocker der 1960er Jahre (vor allem The Stooges, The Velvet Underground, aber auch The Who) nach. Die eigenen Songs schrieben fast ausnahmslos Mercer und Million.
Garagenrock im besten Sinne spielten die Feelies bei ihren ersten Gigs im CBGB’s. Zu diesem Zeitpunkt hatten die Bandmitglieder schon ihre Namen geändert, da sie die eigenen nicht als tauglich fürs Rockbusiness ansahen. (Eine erstaunliche Theorie, wenn man bedenkt, dass Keith Bills echten Nachnamen zu seinem Künstlernamen nahm.) Die vier Feelies sahen dabei im Unterschied zu ihren Zeitgenossen des Punkrocks immer höchst adrett aus, in ordentlichen Kragenhemden statt T-Shirts und sauberen Bundfaltenhosen statt zerrissenen Jeans; zwei trugen Kassengestell-Brillen à la Buddy Holly/Elvis Costello. 1978 ersetzte Anton Fier Vinny De Nunzio am Schlagzeug; er war gleichzeitig Drummer der Lounge Lizards und später bei The Golden Palominos.

### Crazy Rhythms
Sie brachten 1980 ihre erste Single Fa Ce La (auf Rough Trade Records) heraus, die jemand bei Stiff Records hörte. Die Band erhielt einen Vertrag, und Stiff veröffentlichte 1980 ihre LP Crazy Rhythms sowie als Single eine Coverversion des Beatles-Songs Everybody’s Got Something to Hide.
Die Kritiker sangen Loblieder und stellten die Feelies in eine Reihe mit den Modern Lovers, Television, The Velvet Underground und Talking Heads. Später gaben R.E.M. an, dieses Album habe großen Einfluss auf ihre Musik gehabt. In der Rolling Stone Liste der Top 100 Alben der 1980er kam Crazy Rhythms auf Platz 78, und auf Platz 69 in eine ähnliche Liste von Pitchfork Media. Von ihren im Punkrock liegenden Wurzeln hatte sich die Band auf ihrem Debüt bereits entfernt und spielte vorzugsweise melodischen, sparsam instrumentierten Gitarrenrock, der vor allem von der einfallsreichen Gitarrenarbeit der beiden Frontmänner Mercer und Million zehrte.
Doch da die Band jede Unterstützung durch eine Tournee verweigerte (sie kam für ein einziges Konzert nach Großbritannien, das aber darunter litt, dass das Equipment – wegen Feiertags nicht ankam), blieb der kommerzielle Erfolg aus. Die Ehefrauen der Feelies hatten normale Jobs, um die Familien zu ernähren. Die Band löste sich wenig später zum ersten Mal auf; fünf Jahre hörte man nichts mehr von den Feelies.

### Die Zeit dazwischen
Mercer und Million blieben aber zusammen und wurden in ihrer Heimat New Jersey aktiv. Sie sorgten mit für den Erfolg des Maxwell’s Clubs in Hoboken und des neuen Plattenlabels Coyote Records. Das Duo begann eine Zusammenarbeit mit dem Percussionisten und Songwriter David Weckerman; sie nannten sich zunächst The Willies (ohne Plattenaufnahmen) und gründeten dann mit Weckerman und Studiomusikern The Trypes, die eine EP (The Explorers Hold) veröffentlichten.
Million, Mercer und Weckerman sorgten 1982 für den stimmungsvollen Soundtrack zu Susan Seidelmans Film Smithereens (dt.: New York City Girl).

### Die neuen Feelies
Ab 1985 taten sich die drei mit Bassistin Brenda Sauter und Drummer Stanley Demeski (die auch bei The Trypes dabei waren) zusammen – und nannten sich wieder The Feelies. R.E.M.s Peter Buck co-produzierte das neue Album The Good Earth (1986, auf Coyote); eine eigenproduzierte EP namens No One Knows kam ebenfalls heraus. Nun endlich entschlossen sie sich auch, auf Tournee zu gehen (sie spielten u. a. als Vorgruppe von Lou Reed und R.E.M.) und wurden vor allem in Europa mit offenen Armen aufgenommen.
In diesem hochaktiven Jahr traten sie 1986 nebenbei auch noch als Band The Willies in Jonathan Demmes Film Something Wild (dt.: Gefährliche Freundin) auf. Daneben fanden sie Zeit, Songs von Weckerman unter dem Namen Yung Wu aufzunehmen; die LP Shore Leave kam 1987 auf Coyote Records heraus. Der einzige Unterschied zwischen Feelies und Yung Wu war, dass die Songs nun von Weckerman gesungen wurden und Keyboards dabei waren. 1988 unterschrieben die Feelies bei A&M Records. Zwei weitere Alben (Only Life, 1988, und Time for a Witness, 1990) kamen hier heraus.
Die Feelies lösten sich im Sommer 1991 offiziell auf. Bill Million war der erste, der ging – angeblich zog er nach Florida und arbeitete dort später bei Disneyworld. Mercer und Weckerman tauchten später in der Formation Wake Ooloo auf. 2001 kamen Yung Wu (ohne Million) für ein Konzert wieder zusammen.

### Reunion
Seit Mitte des Jahres 2008 gibt die Band wieder gelegentlich Konzerte. Am 30. Juni und am 1. und 2. Juli 2008 traten sie für geladene Gäste in Hoboken, New Jersey auf und am 4. Juli 2008 als Vorband von Sonic Youth beim River to River Festival in New York City. Zwei weitere Konzerte haben am 20. und 21. September 2008 in New York City stattgefunden. Im Frühjahr 2011 erschien wieder ein Album, Here Before. 2017 wurde das Album In Between veröffentlicht.

## Diskografie

### Alben
- Crazy Rhythms (1980)
- The Good Earth (1986)
- Shore Leave (1987, als Yung Wu)
- Only Life (1988)
- Time for a Witness (1991)
- Here Before (2011)
- In Between (2017)
- Some Kinda Love: Performing The Music Of The Velvet Underground (2023)

### Singles und EPs
- Fa Ce La (1980)
- Everybody’s Got Something to Hide (1980)
- The Explorers Hold (EP, 1984, als The Trypes)
- No One Knows (EP, 1986)
- Away (1988, Platz 6 US Modern Rock Charts)
- Paint It black (1990)
- Doin’ It Again (1991)
- Invitation (1991)
- Sooner or Later (1991, Platz 13 US Modern Rock Charts)